# Teatro do Salitre

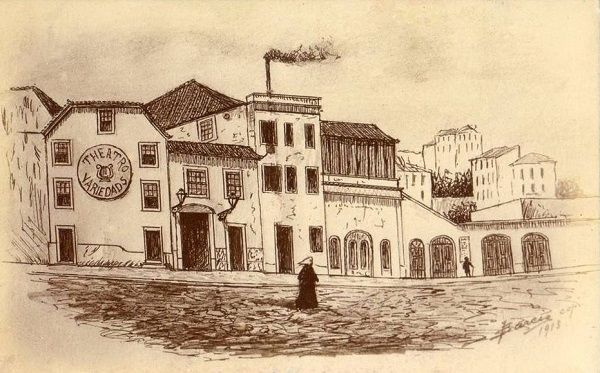
O Teatro do Salitre, depois da mudança de nome para Teatro Variedades.

Teatro do Salitre era um teatro da antiga Calçada do Salitre, erigido em 1782 por João Gomes Varela e demolido em 1880.  Apresentava comédia, dramas, ópera, dança e números de circo.
Embora de feição popular, o Teatro do Salitre foi palco por onde passaram nomes sonantes da história do teatro português "Tudo quanto há de conhecido nas letras e nas artes dentro do país tem feito coisa naquele teatro; representou-se ali o Frei Luís de Sousa pela primeira vez em teatro público; a Soller estreou-se ali; dali saiu Isidoro; ali foram directores, numa empresa de accionistas, durante um ano ou dois, o conde de Farrobo, D. José de Almada, Francisco Palha. Mais tarde – e não há mais de quatro ou cinco anos –, esse mesmo Isidoro, o nosso Isidoro da Trindade, sendo empresário ali, foi-se à tragédia de D. Inês de Castro e desmanchou-lhe os versos por entender que no Salitre tudo se diz melhor em prosa; e fê-la representar assim."
Com a abertura da Avenida da Liberdade, em 1880, o edifício foi demolido. 